# Eleanor Harvey
Eleanor Harvey (Hamilton, 14 gennaio 1995) è una schermitrice canadese, specializzata nel fioretto. Nel 2024, alle Olimpiadi di Parigi, è diventata la prima schermitrice canadese della storia a salire sul podio olimpico, vincendo il bronzo nella gara individuale di fioretto.

## Palmarès

### Giochi olimpici
Individuale
- Bronzo a Parigi 2024

### Giochi panamericani
Individuale
- Bronzo a Lima 2019

A squadre
- Oro a Toronto 2015[1]

### Mondiali giovanili
- Argento a Plovdiv 2014
- Argento a Tashkent 2015

### Campionati panamericani giovanili
Individuale
- Oro a Ponce 2013

A squadre
- Oro a Ponce 2013